# Pat Appleton

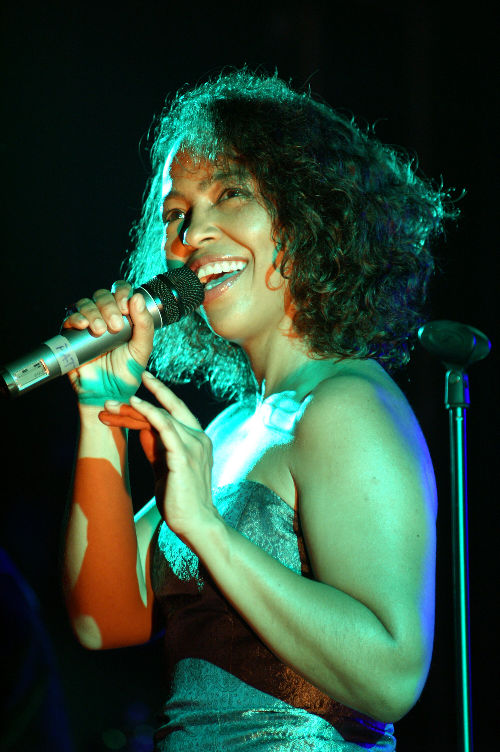
Pat Appleton (2005)

Patricia „Pat“ Appleton (* 12. April 1968 in Aachen) ist eine deutsch-liberianische Jazz- und Soulsängerin. Sie ist mit De-Phazz bekannt geworden, hat aber seit 2007 auch eine Solokarriere verfolgt.

## Leben und Wirken
Appleton wuchs zunächst als Tochter einer Deutschen und eines Architekten aus Liberia im Rheinland auf. Mit sechs Jahren siedelte sie mit ihren Eltern ins Heimatland des Vaters über, wo sie nach der Missionsschule die amerikanische Highschool besuchte. Mit 18 Jahren zog sie zurück nach Deutschland, um in Heidelberg Politikwissenschaften zu studieren. Während des Studiums sang sie in Pop- und Soulbands. Dabei wurde sie Mitte der 1990er Jahre von Pit Baumgartner entdeckt und als Gründungsmitglied für De-Phazz rekrutiert. Von 1997 an bis heute gehört sie der Gruppe an, für die sie auch textete und komponierte. Daneben sang sie auch für DJ BoBo, Jazzkantine, Ministry of Sound, die Nighthawks, Mo’ Blow, TAB Collective oder Gregor Meyle. 
2007 veröffentlichte Appleton ihr erstes Soloalbum What’s Next?, dem 2011 Mittendrin, ein Album mit Songs in deutscher Sprache, folgte. Auf ihrem dritten Tonträger A Higher Desire (2017) sang sie wieder auf Englisch. 2019 trat sie unter dem Motto Swinging Christmas für mehrere Konzerte und eine Fernsehproduktion als Solistin mit der hr-Bigband auf.